# Verfeuil
Verfeuil là một xã trong vùng Occitanie. Xã Verfeuil nằm ở khu vực có độ cao trung bình 150 mét trên mực nước biển.